# Limnodynastes peronii
Limnodynastes peronii är en groddjursart som först beskrevs av Duméril och Gabriel Bibron 1841.  Limnodynastes peronii ingår i släktet Limnodynastes och familjen Limnodynastidae. IUCN kategoriserar arten globalt som livskraftig. Inga underarter finns listade i Catalogue of Life.